# 걸리 베리
걸리 베리(태국어: เกิร์ลลี่ เบอร์รี่, 영어: Girly Berry)는 태국의 걸 그룹이다.